# Kazuumi Fujita
Kazuumi Fujita (jap. 藤田 一海 Fujita Kazuumi; ur. 4 lipca 1990 r.) – japoński snowboardzista.
Fujita nie startował na igrzyskach olimpijskich, ani na mistrzostwach świata. Najlepsze wyniki w Pucharze Świata osiągnął w sezonie 2008/2009, kiedy to zajął 34. miejsce w klasyfikacji generalnej, a w klasyfikacji halfpipe’a był czwarty. Jest wicemistrzem świata juniorów w halfpipe’ie z 2008 r.

## Sukcesy

### Puchar Świata

#### Miejsca w klasyfikacji generalnej
- 2006/2007 – 176.
- 2007/2008 – 88.
- 2008/2009 – 34.
- 2009/2010 – 223.
- 2010/2011 –

#### Zwycięstwa w zawodach
1. Gujō – 23 lutego 2008 (Halfpipe)

#### Pozostałe miejsca na podium w zawodach
1. Stoneham – 18 lutego 2011 (Halfpipe) – 3. miejsce